# Joseph Marie de Castelli
Joseph Marie de Castelli est un homme politique français né le 7 novembre 1746 à Calvi (Haute-Corse) où il meurt le 20 novembre 1820.
Procureur du roi au tribunal de Corte, il est député de la Corse de 1816 à 1819, siégeant au centre et soutenant les gouvernements de la Restauration. Il est nommé conseiller à la cour royale d'Ajaccio en 1819.

## Sources
- « Joseph Marie de Castelli », dans Adolphe Robert et Gaston Cougny, Dictionnaire des parlementaires français, Edgar Bourloton, 1889-1891 [détail de l’édition]